# Eugène Belville
Pour les articles homonymes, voir Belville.
Eugène-Auguste Chevassus dit « Eugène Belville » (1863-1931) est un artiste peintre, dessinateur, typographe, enseignant, décorateur-concepteur français de meubles et de bijoux, représentatif de la transition entre l'Art nouveau et l'Art déco.

## Biographie
Né dans le quartier de Meudon Bellevue, Eugène Belville est le fils de Paul-Auguste Chevassus dit Belville, employé, et d'Eugénie Michaux. Son père meurt  durant sa jeunesse : il se retrouve à dix-huit ans soutien de famille. Il commence à exercer la profession de peintre-dessinateur en 1886.
Après avoir commis quelques comédies, ainsi que des textes poétiques arrangés par des chansonniers et compositeurs montmartois, il se tourne vers la conception de meubles à partir de 1896, activité qui lui vaut une certaine renommée jusqu'en 1904. L'essentiel de ses dessins sont alors confiés à la maison d'ébénisterie Gouffée.
Il exécute la couverture de la revue L'Image de septembre 1897. En 1901, la revue Art et décoration le mentionne comme secrétaire de la Société des artistes décorateurs. Il publie divers articles sur l'utilisation de matériaux comme le métal et le cuir dans la revue L'Art décoratif qu'il fonde et codirige en octobre 1898 avec Yvanhoé Rambosson (1872-1943) : il est alors connu comme praticien du cuir et tabletier, suivront d'ailleurs quelques manuels pratiques qu'il fait publier à partir de 1907. Il dessine également des modèles de bijoux. En 1910, il est remplacé à la tête de sa revue par Fernand Roches.
Il est nommé en 1922 directeur de la toute nouvelle École municipale des Arts appliqués à l'industrie et forment les élèves aux perspectives modernes de ces disciplines.
Il est vice-président du comité d'installation de l'Exposition internationale des arts décoratifs et industriels modernes (Paris, 1925). En 1926, il est nommé chevalier de la Légion d'honneur.
Le musée d'Orsay possède un important fonds constitué de meubles et de dessins relatifs au mobilier de l'époque 1900 signés Eugène Belville.
En 1894, il épouse Jeanne-Louise Lézeret de La Maurinie, dont un fils, Jean Belville, signalé comme décorateur en 1922.

Exemples de travaux
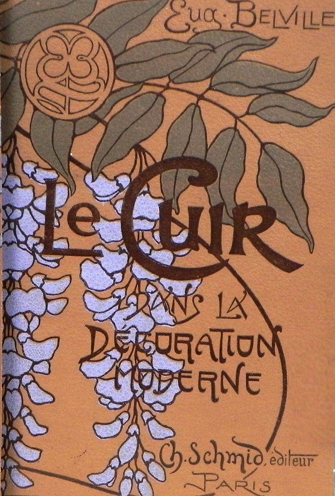
Livre publié vers 1900.
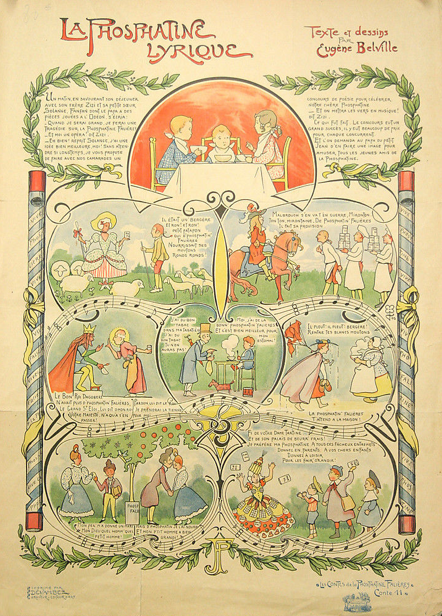
La Phosphatine lyrique (1904).
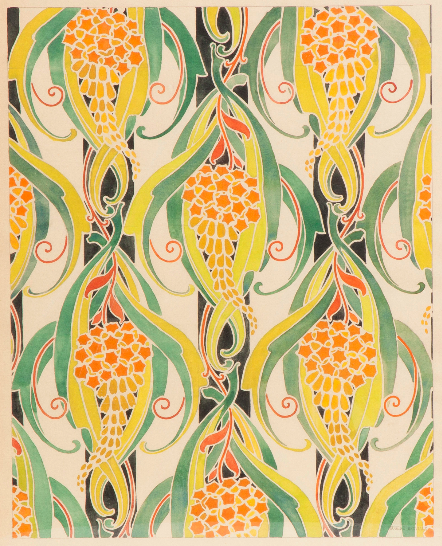
Motifs pour papier peint (avant 1905).

## Écrits
- Cousin Placide : opéra comique en 1 acte, partition chant et piano d'Edmond Diet, Paris, A. Quinzard & Cie, [1892].
- Les Amoureux ! mélodie, partition de Louis Bernard-Saraz, Paris, P. Dupont, [1892].
- Armène Ohanian, danseuse persane, s. l. n. d., coll. « Les Arts décoratifs au théâtre », fasc. XVIII.
- La Phosphatine lyrique[7], [série illustrée] Les Contes de la Phosphatine Falières, no 11, Paris, André Devambez graveur éditeur d'art, 1904.
- Le Bouquet de mauvaise herbe, illustr. par Henry Morin, Paris, H. Floury, 1906.
- La Corne et l'ivoire,  coll. « Les Travaux d'amateur », Paris, H. Laurens, 1907.
- Monogrammes : cachets, marques, ex-libris composés et dessinés par E. Belville, Paris, André Devambez, 1910.
- Les Procédés faciles de décoration du métal, Paris, H. Laurens, 1912.
- Le Cuir dans la décoration moderne. Technique des procédés de décoration du cuir et de ses applications artistiques, Paris, Librairie générale des arts décoratifs Charles Schmid, [cir. 1900].

## Ouvrages illustrés
- Jean-Paul Elhem, Chansons de Paris, partition de Georges Fragerolle, Paris, Furne, Jouvet et Cie - lire sur Gallica.
- Jérôme Doucet, La légende de la mort au beau visage, chez l'Auteur, 1922.